# 隔塘霍氏家庙建筑群
隔塘霍氏家庙建筑群，位于中国广东省佛山市禅城区隔塘大街28号，类型为古建筑，1998年4月30日公布为佛山市文物保护单位，登录名为霍氏家庙。2006年10月25日重新公布时更改登录名为隔塘霍氏家庙建筑群。
霍氏家庙的历史年代为清代。